# De Eendracht (Sebaldeburen)
De Eendracht is een poldermolen ten noorden van het Groninger dorp Sebaldeburen.
De molen werd in 1887 gebouwd nadat een voorganger uit 1801 was afgebrand. Tot 1970 bleef de molen beroepsmatig in gebruik als gemaal van de Sebaldebuurstermolenpolder.
De molen werd daarna verscheidene malen gerestaureerd, bij de laatste restauratie enkele jaren geleden werden beide vijzels weer maalvaardig gemaakt. De vrijwillig molenaar woont in het herbouwde molenaarshuis ten oosten van de molen en laat de molen zeer regelmatig de polder bemalen. Sinds enkele jaren staat er vlak bij het molenaarshuis een werkend schaalmodel van De Eendracht. Het wiekenkruis is voorzien van het Systeem van Bussel in combinatie met zelfzwichting.
De molen was lange tijd eigendom van de Molenstichting Westerkwartier, de huidige eigenaar is Stichting De Groninger Poldermolens.